# 551 př. n. l.
Století: 7. století př. n. l. – 6. století př. n. l. – 5. století př. n. l.
Roky: 556 555 554 553 552 – 551 př. n. l. – 550 549 548 547 546

## Narození
- Konfucius

## Hlava státu
Médská říše:
- Astyagés (Ištumegu)

Persis:
- Kýros II.

Egypt:
- Ahmose II. (26. dynastie)

Novobabylonská říše:
- Nabonid

Athény:
- Peisistratos

Řím:
- Servius Tullius